# 城北村 (兵庫県多紀郡)
城北村（じょうほくむら）は、兵庫県多紀郡にあった村。現在の丹波篠山市中心部の北方から東方の篠山川右岸にかけての一帯にあたる。

## 地理
- 山岳：前山、馬地山、西ヶ嶽
- 河川：篠山川、藤岡川、大谷川

## 歴史
- 1889年（明治22年）4月1日 - 町村制の施行により、新荘村・野間村・沢田村（飛地を除く）・北沢田村・大熊村・黒岡村（飛地を除く）・郡家村（飛地を除く）・熊谷村・寺内村・佐倉村・大谷村・鷲尾村・知足村・藤岡村および西浜谷村の飛地の区域をもって発足。
- 1955年（昭和30年）4月20日 - 篠山町・八上村・畑村・岡野村と合併し、改めて篠山町が発足。同日城北村廃止。